# Zingiber thorelii
Zingiber thorelii là một loài thực vật có hoa trong họ Gừng.

## Lịch sử phân loại
Loài này được François Gagnepain miêu tả khoa học đầu tiên năm 1907.
Năm 1987, Tong Shao Quan (童绍全, Đồng Thiệu Toàn) mô tả loài Z. xishuangbannaense ở Vân Nam, Trung Quốc với tên gọi trong tiếng Trung là 版纳姜 (Bản Nạp khương) - nghĩa đen là gừng [Tây Song] Bản Nạp. Năm 2007, Triboun et al. cho rằng Z. xishuangbannaense là đồng nghĩa của Z. thorelii. Năm 2016, Bai et al. lại cho rằng chúng là các loài khác biệt và phục hồi Z. xishuangbannaense. Tuy nhiên, hiện tại cả WCSP và POWO đều coi Z. xishuangbannaense là đồng nghĩa của Z. thorelii.

## Mẫu định danh
Mẫu định danh bao gồm:
- Zingiber thorelii: Thorel C. 2363; do Clovis Thorel thu thập trong chuyến thám hiểm sông Mê Kông giai đoạn năm 1866-1868, tọa độ 14°54′27″B 105°52′1″Đ / 14,9075°B 105,86694°Đ, Champasak, Lào. Mẫu lectotype và các mẫu isotype đều lưu giữ tại Bảo tàng Lịch sử Tự nhiên Quốc gia Pháp ở Paris (P), các barcode tương ứng là P00451016, P00289183 và P00088650.[10]
- Zingiber xishuangbannaense: S.Q.Tong 24808; do Đồng Thiệu Toàn thu thập ngày 12 tháng 7 năm 1981 trong rừng, ở cao độ 800 m, huyện Mãnh Lạp, tỉnh Vân Nam, Trung Quốc. Mẫu holotype lưu giữ tại Viện Thực vật Nhiệt đới Vân Nam (YNTBI), tức Vườn Thực vật Nhiệt đới Tây Song Bản Nạp (HITBC), mẫu isotype lưu giữ tại Viện Thực vật Côn Minh (KUN).[3][10]

## Phân bố
Loài này có tại Campuchia, Lào, Myanmar, Thái Lan, Trung Quốc, và Việt Nam. Môi trường sống là rừng thường xanh vùng đất thấp, ở cao độ 500-1.000 m.

## Phân loại
Z. thorelii nghĩa hẹp và Z. xishuangbannaense đều thuộc tổ Cryptanthium. Cùng với Z. ventricosum và Z. oligophyllum chúng tạo thành tổ hợp Z. oligophyllum.

## Mô tả
Mô tả dưới đây pha trộn các mô tả của Gagnepain (1907), Tong (1987) và Flora of China (2000).
Cây thảo trung bình, cao 50–100 cm, sát gốc thân lá có bẹ không phiến lá màu đỏ. Thân rễ nằm ngang, mập, nhiều mắt, phân nhiều nhánh, các nhánh mập. Bẹ nhẵn nhụi. Lưỡi bẹ gần như không có hoặc rất ngắn, 2 thùy, dài 2–4 mm, mép khía răng cưa, có lông tơ. Cuống lá dài nhiều hay ít hoặc không cuống, dài 5–30 mm. Lá xếp thành 2 dãy, chen chúc, có cuống, hình trứng ngược tới hình elip hoặc hình mác hẹp, 28-50 × 6–15 cm, đỉnh nhọn thon hoặc hình đuôi, đáy thuôn tròn hoặc thon nhỏ dần hoặc hình nêm, hai mặt nhẵn nhụi hoặc mặt trên thưa lông tơ dọc theo gân giữa còn mặt dưới từ thưa tới rậm lông dọc theo gân giữa; các lá sát gốc hình elip, 4-8 × 2,5–5 cm, đỉnh nhọn thon ngắn, đáy thuôn tròn, mặt gần trục màu xanh lục sẫm, mặt xa trục màu đỏ ánh tía ở các lá sát gốc. Cụm hoa 1-2, mọc từ thân rễ; cán hoa ngắn, nằm ngang sau đó thẳng đứng, dài 4–13 cm, có vảy che phủ. Vảy 4, hình ống-mo, phía dưới xếp lợp bao quanh trục, phía trên lỏng lẻo, dài hơn, nhẵn nhụi. Cụm hoa hình trứng nhọn thon tới elipxoit hay hình mác, lỏng lẻo, 3-9 × 2–4 cm, màu từ cam đỏ tới đỏ. Lá bắc hình mác tới hình trứng hay hình elip, 3-4,5 × 3-3,3 cm, nhẵn nhụi, xếp lợp, hầu như không che khuất trục cụm hoa. Lá bắc con nhỏ hơn, nhạt màu với đỉnh màu đỏ, hình mác tù, 2,4-2,6 × 0,5-0,6 cm, nhẵn nhụi. Đài hoa hình ống, dài 1-1,5 cm, đường kính 4–5 mm, nhẵn nhụi, đỉnh 2-3 răng, các răng ngắn hình tam giác. Ống tràng thanh mảnh, khoảng 2-4 lần dài hơn đài hoa, dài 4–6 cm, nhạt màu với đỉnh màu ánh vàng, các thùy tràng uốn ngược, nhẵn nhụi; thùy tràng lưng hình mác, 1,5-3 × 0,7-1,2 cm, nhọn, màu hồng tới đỏ, cong; các thùy tràng bên hẹp hơn, rộng 4–5 mm, đồng màu. Nhị lép bên không có hoặc tạo thành phần dưới cánh môi. Cánh môi hình trứng, 3 thùy, màu hồng ánh vàng hoặc vàng không đốm; thùy giữa giống như lưỡi bẹ, 1,5-2,5 × 0,6-0,7 cm, mép uốn ngược; các thùy bên ngắn hơn, hình tai, 1-1,5 × 0,7-0,8 cm. Nhị dài ~2,8 cm, không chỉ nhị. Mô vỏ bao phấn dài bằng phần phụ liên kết, ~1,4 cm; phần phụ liên kết rất hẹp, hình dùi, màu vàng tới vàng sẫm, bao quanh vòi nhụy. Bầu nhụy màu ánh xanh lục, nhẵn nhụi hoặc thưa lông. Vòi nhụy nhạt màu, nhẵn nhụi; đầu nhụy màu trắng, có lông rung. Quả nang hình thoi rộng tới hình quả lê ngược, 3 góc, 2,2-4,5 × 0,7-2,5 cm, nhẵn nhụi, với đài bền trên đỉnh, màu đỏ sẫm. Hạt hình elip thuôn dài, có sọc, ~5 × 2,5 mm, hạt non màu xanh lục dần chuyển thành màu đỏ rồi cuối cùng màu đen, phía trên có sọc hình mắt lưới. Áo hạt màu trắng ở đỉnh, dạng màng, xé rách. Ra hoa tháng 7.
Trong số các loài của tổ Cryptanthium trong chi Zingiber, nó có thể so sánh với Z. roseum nhưng khác ở chỗ không có cánh môi màu trắng, cánh môi không ngắn hơn các thùy tràng hoa cũng như không có lưỡi bẹ dài khô xác; với Z. chrysanthum nhưng khác ở chỗ lưỡi bẹ gần như không có và lá bắc nhẵn nhụi; với Z. wightianum nhưng khác ở chỗ đài hoa không có lông tơ dài, ống tràng có lông tơ, các thùy bên của cánh môi nhỏ và nhọn, quả thuôn dài và cong. Nó cũng có một số điểm giống với Z. nimmonii, nhưng khác ở chỗ các lá phía trên có cuống dài; và với Z. oligophyllum ở chỗ quả nang hình thoi, nhưng khác ở chỗ lá có cuống.